# Östra Mellanbergstjärnen
Östra Mellanbergstjärnen är en sjö i Älvsbyns kommun i Norrbotten och ingår i Piteälvens huvudavrinningsområde. Sjöns area är 0,029 kvadratkilometer och den befinner sig 269 meter över havet.